# Лила (Peanuts)
Лайла (Lila) е второстепенна героиня от поредицата карикатури Фъстъци на Чарлс М. Шулц. Тя е първоначалният собственик на Снупи, преди да стане част от живота на Чарли Браун и неговите приятели.
Лайла е спомената за първи път в поредицата през 1960-те. Става ясно, че тя е взела Снупи от развъдникът за кученца Дейси Хил, където е роден и отраснал. Наложило се да го върне, защото се преместила със семейството си в апартамент, където кучетата са забранени.
Първоначално Лайла е героиня, която само се споменава. Тя прави дебюта си в карикатура от 1968.
 Внимание:  Текстът по-долу разкрива сюжета на произведението (или части от него)!
През 1972 Лайла участва в анимационния филм Снупи, ела си вкъщи, в който е много болна и неочаквано се вижда със Снупи, моли го да се върне при нея (карайки го да избира между „стария“ си живот с Лайла и „новия“ с Чарли Браун). Накрая, от любов към Лайла, Снупи избира нея, но сърцето му е разбито, защото е оставил Чарли Браун. Обаче иронично се оказва, че в апартамента на Лила кучетата са забранени. Снупи казва сбогом на Лайла и се връща при Чарли Браун.